# Camerina
Camerina, en ocasiones erróneamente denominado Cumerina, es un género de foraminífero bentónico de la familia Nummulitidae, de la superfamilia Nummulitoidea, del suborden Rotaliina y del orden Rotaliida. Su especie tipo es Camerina laevigata. Su rango cronoestratigráfico abarca el Eoceno.

## Clasificación
Se han descrito numerosas especies de Camerina. Entre las especies más interesantes o más conocidas destacan:
- Camerina laevigata †

Un listado completo de las especies descritas en el género Camerina puede verse en el siguiente anexo.
En Camerina se han considerado los siguientes subgéneros:
- Camerina (Bruguieria), también considerado como género Bruguieria y aceptado como Nummulites
- Camerina (Laharpeia), también considerado como género Laharpeia y aceptado como Nummulites
- Camerina (Nummulina), también considerado como género Nummulina y aceptado como Nummulites